# Polemonium nevadense
Polemonium nevadense är en blågullsväxtart som beskrevs av Edgar Theodore Wherry. Polemonium nevadense ingår i släktet blågullssläktet, och familjen blågullsväxter. Inga underarter finns listade i Catalogue of Life.